# إبلعاف (أولاد سالم)
إبلعاف هو دُوَّار يقع بجماعة الدريوش، إقليم الدريوش، جهة الشرق في المملكة المغربية. ينتمي الدوّار لمشيخة أولاد سالم التي تضم 12 دوار. يقدر عدد سكانه بـ 33 نسمة حسب الإحصاء الرسمي للسكان والسكنى لسنة 2004.

## روابط خارجية
- البوابة الوطنية للجماعات الترابية
- المندوبية السامية للتخطيط